# Georg Rubel
Georg Rubel (* 12. Juni 1978 in Kronach) ist ein deutscher Theologe.

## Leben
Er besuchte die Grund- und Teilhauptschule Stockheim (1984–1988) und das Kaspar-Zeuß-Gymnasium Kronach (1988–1997), wo er das Abitur 1997 ablegte. Das Grundstudium Katholische Theologie in Bamberg 1998–2000 schloss er 2000 mit dem Vordiplom ab. Nach dem Auslandsstudium an der Pontificia Università Gregoriana (2000–2001) in Rom setzte er das Hauptstudium an der Otto-Friedrich-Universität Bamberg (2001–2003) fort, wo er 2003 das Diplom erwarb. Von 2003 bis 2008 war er wissenschaftlicher Mitarbeiter Lothar Wehrs. Mit dem Ezzopreis des Erzbischofs von Bamberg wurde 2004 seine Diplomarbeit Die Erhöhung des Menschensohnes. Ein Beitrag zur Diskussion um die Kreuzestheologie des Johannesevangeliums ausgezeichnet. Nachdem er von 2004 bis 2007 an seiner Dissertation gearbeitet hatte, wurde er im Februar 2008 zum Doktor der Theologie an der Universität Eichstätt-Ingolstadt promoviert. Im Juni 2008 wurde er zum Akademischen Rat im Beamtenverhältnis auf Zeit ernannt. 2009/2010 bildete er sich hochschuldidaktisch in Benediktbeuern fort. Nach der Arbeit an der Habilitationsschrift (2010–2013) wurde er im Januar 2014 an der Katholischen Universität Eichstätt-Ingolstadt habilitiert. Im März 2014 wurde er zum Privatdozenten und im Juli 2014 zum Akademischen Oberrat im Beamtenverhältnis auf Zeit ernannt. Im Juli 2016 folgte er dem Ruf auf den Lehrstuhl für Biblische Theologie an der Luxembourg School of Religion & Society.

## Schriften (Auswahl)
- Erkenntnis und Bekenntnis. Der Dialog als Weg der Wissensvermittlung im Johannesevangelium (= Neutestamentliche Abhandlungen NF. Band 54). Aschendorff, Münster 2009, ISBN 978-3-402-11437-7 (zugleich Dissertation, Eichstätt-Ingolstadt 2007/2008).
- Paulus und Rom. Historische, rezeptionsgeschichtliche und archäologische Aspekte zum letzten Lebensabschnitt des Völkerapostels (= Neutestamentliche Abhandlungen NF. Band 57). Aschendorff, Münster 2014, ISBN 3-402-11440-2 (zugleich Habilitationsschrift, Eichstätt-Ingolstadt 2014).